# Thiago Braz
Thiago Braz da Silva (* 16. Dezember 1993 in Marília) ist ein brasilianischer Leichtathlet, der sich auf den Stabhochsprung spezialisiert hat. Seinen größten Erfolg feierte er mit dem Gewinn der Goldmedaille bei den Olympischen Sommerspielen 2016 in Rio de Janeiro sowie mit der Bronzemedaille bei den Olympischen Spielen 2020 in Tokio.

## Sportliche Laufbahn
Erste Erfahrungen bei internationalen Meisterschaften sammelte Thiago Braz im Jahr 2009, als er bei den Juniorensüdamerikameisterschaften in São Paulo mit übersprungenen 4,40 m die Bronzemedaille gewann. Im Jahr darauf startete er bei den erstmals ausgetragenen Olympischen Jugendspielen in Singapur und gewann dort mit 5,05 m die Silbermedaille, ehe er bei den Jugendsüdamerikameisterschaften in Santiago de Chile mit einer Höhe von 5,10 m die Goldmedaille gewann. 2011 siegte er mit 5,20 m bei den Panamerikanischen Juniorenmeisterschaften in Miramar und gewann dann bei den Juniorensüdamerikameisterschaften in Medellín mit einer Höhe von 4,85 m die Silbermedaille. 2012 siegte er dann bei den Juniorenweltmeisterschaften in Barcelona mit übersprungenen 5,55 m und 2013 siegte er bei den Südamerikameisterschaften in Cartagena mit neuem Südamerikarekord von 5,83 m und löste damit seinen Landsmann Augusto Dutra als Rekordhalter ab. Daraufhin schied er bei den Weltmeisterschaften in Moskau mit 5,40 m in der Qualifikationsrunde aus. Im Jahr darauf wurde er bei den Hallenweltmeisterschaften in Sopot mit 5,75 m Vierter und nahm daraufhin an den Südamerikaspielen in Santiago teil, brachte dort aber keinen gültigen Versuch zustande. Im Juli wurde er dann bei der Athletissima in Lausanne mit 5,72 m Zweiter und klassierte sich damit erstmals unter den Top drei bei einer Veranstaltung der Diamond League.
2015 steigerte er sich bei der Golden Gala in Rom auf 5,86 m und wurde damit Zweiter und blieb anschließend bei den Panamerikanischen Spielen in Toronto ohne gültigen Versuch. Daraufhin startete er erneut bei den Weltmeisterschaften in Peking, verpasste dort aber mit 5,65 m den Finaleinzug. Im Jahr darauf erreicht er bei den Hallenweltmeisterschaften in Portland mit übersprungenen 5,55 m Rang zwölf und überquerte zuvor in Berlin 5,93 m und stellte damit einen neuen Südamerikarekord in der Halle auf. Im August wurde er bei den Olympischen Spielen in Rio de Janeiro im Alter von 22 Jahren mit neuem olympischen Rekord von 6,03 m vor heimischem Publikum Olympiasieger im Stabhochsprung. Anschließend wurde er bei Weltklasse Zürich mit 5,84 m Dritter. Nach einem wenig erfolgreichen Jahr 2017 wurde er im Folgejahr bei den Hallenweltmeisterschaften in Birmingham mit einer Höhe von 5,60 m Zwölfter und 2019 wurde er bei der Doha Diamond League mit 5,71 m Zweiter. Daraufhin gewann er bei den Südamerikameisterschaften in Lima mit 5,41 m die Silbermedaille hinter seinem Landsmann Augusto Dutra, ehe er beim Herculis in Monaco mit 5,92 m Dritter wurde. Anschließend gelangte er bei den Panamerikanischen Spielen in Lima mit 5,51 m auf den vierten Platz und klassierte sich dann bei den Weltmeisterschaften in Doha mit 5,70 m im Finale auf Rang fünf. 2021 nahm er erneut an den Olympischen Sommerspielen in Tokio teil und sicherte sich dort mit 5,87 m im Finale als Dritter die Bronzemedaille hinter den Schweden Armand Duplantis und Christopher Nilsen aus den Vereinigten Staaten.
2022 gewann er bei den Hallenweltmeisterschaften in Belgrad mit neuem Südamerikarekord von 5,95 m die Silbermedaille hinter dem Schweden Duplantis. Ende Juni wurde er bei der Bauhaus-Galan mit 5,93 m Dritter und gelangte anschließend bei den Weltmeisterschaften in Eugene mit 5,87 m im Finale auf Rang vier. Nach einem positiven Dopingtest wurde Braz kurz vor den Weltmeisterschaften 2023 vorläufig und im Mai 2024 dann rückwirkend für eine Dauer von 16 Monaten gesperrt. 2025 belegte er bei den Südamerikameisterschaften in Mar del Plata mit 5,30 m den vierten Platz.
In den Jahren von 2016 bis 2018 wurde Braz brasilianischer Meister im Stabhochsprung.